# Romi u Rumunjskoj
Romi u Rumunjskoj  (romski: Roma, rumunjski: Romii din România) su poslije Mađara druga najveća manjina u Rumunjskoj. Prema popisu stanovništva iz 2011. godine u Rumunjskoj živi 621.573 Roma ili 3,3% od ukupnog stanovništva. Prema Vijeću Europe, otprilike 1.850.000 ljudi živi u Rumunjskoj ili 8,32%.

## Povijest
Romi na prostore današnje Rumunjske dolaze oko 1241. godine u vrijeme Mongolske invazije na Europu. Na početku 14. stoljeća, kada su se Mongoli povukli iz istočne Europe, Romi koji su ostali odvedeni su kao zatvorenici i robovi. Prema dokumentima koje je potpisao princ Dan I. prvi Romi su zarobljeni u Vlaškoj 1385. godine.

## Prije 1856.
Romi su do 20. veljače 1856. većinom živjeli kao robovi. Oko 1850. godine u Podunavskoj Kneževini živi 102.000 Roma, te čine 2,7% stanovništva (90.000 ili 4,1% u Vlaškoj i 12.000 ili 0,8% u Moldaviji).

## Između 1856. i 1918.
Nakon oslobođenja od ropstva 1856. godine, značajan broj Roma napustio je Vlašku i Moldaviju.
Tako da se 1886. broj Roma procjenjuje na oko 200.000, odnosno 3,2% stanovništva Rumunjske. Prema popisu stanovništva iz 1899. ima ih oko 210.806 ili 2% stanovništva zemlje.
U Besarabiji koja je pripojena Ruskom Carstvu 1812., Romi su oslobođena 1861. Mnogi od njih odselili su u druge regije Carstva,  dok su važne zajednice ostale u Saroci, Otaci i u okolici Cetatea Albăe, Chișinăua i Bălțe.

## Između 1918. i 1945.
Ujedinjene Transilvanije, Banata, Bukovine i Besarabije s Rumunjskom 1918. povećao je broj Roma u Rumunjskoj. Prvi popis stanovništva u međuratnoj Rumunjskoj održan u 1930. godine i na njemu je popisano 242.656 (1,6%) Roma (Ţigani). Teritorij koji je Rumunjska izgubila 1940. godine izazvao je pad broja Roma, osobito u 
Južnoj Dobrudži i sjevernoj Transilvaniji.
Tijekom Drugog svjetskog rata, rumunjska fašistička vlada 
Iona Antonescua deportiran je 25.000 Roma u Pridnjestrovlje, gdje ih je 11.000 je umrlo. S područja današnje Rumunjske (uključujući i sjevernu Transilvaniju), tijekom rata nastalo je 36.000 Roma.

## Nakon 2007.
Ulaskom Rumunjske u Europsku uniju 2007. godine mnogi pripadnici romske nacionalne manjine masovno su migrirali prema raznim zemljama zapadne Europe (uglavnom u Španjolsku, Italiju, Austriju, Njemačku, Francusku) u nadi da će pronaći bolji život. Iako su se vođe Roma pribojavali da će se broj Roma smanjiti, popis stanovništva 2011. godini pokazao je znatan porast romske populacije.